# Exzaes sylvatica
Exzaes sylvatica är en kräftdjursart som beskrevs av Barnard 1932. Exzaes sylvatica ingår i släktet Exzaes och familjen Scleropactidae. Inga underarter finns listade i Catalogue of Life.